# Stewart Chaney
Stewart Chaney (Kansas City, 23 giugno 1905 – New York, 9 novembre 1969) è stato uno scenografo statunitense.

## Biografia
Chaney si laureò alla Università Yale, dove seguì le lezioni di George D. Baker, dopo un breve tirocinio in provincia si trasferì a New York dove arrivò presto al successo come tecnico fra i più preparati ed estrosi, con l'allestimento scenografico di La zitella (The Old Man) di Zoë Akins e di una memorabile edizione dell'Amleto.
Affinate le proprie capacità grazie ad un soggiorno europeo, confermò le proprie doti iniziali con le scenografie di Vita col padre (Life with Father) di Howard Lindsay e Russel Crouse, Cime tempestose (Wuthering Heights) di Carter, La casa di Bernarda Alba di Federico García Lorca e numerose altre.
Interessanti le felici soluzioni scenografiche da lui proposte per balletti, tra i quali spiccano Apollon Musagete di George Balanchine; Vienna 1814 di Léonide Massine, oltre che per commedie musicali.

## Opere

### Teatro
- La zitella (The Old Man);
- Vita col padre (Life with Father);
- Cime tempestose (Wuthering Heights);
- La casa di Bernarda Alba.

### Balletti
- Apollon Musagete;
- Vienna 1814.